# میمسا سمنیانس
میمسا سمنیانس (نام علمی: Mimosa somnians) نام یک گونه از تیره باقلاییان است.